# The Big Bang (Busta Rhymes)
The Big Bang is het zevende studioalbum van de Amerikaanse rapper Busta Rhymes. Het album kwam uit op 13 juni 2006. 

## Achtergrond
The Big Bang was het eerste album van Busta Rhymes dat werd uitgebracht via Aftermath Entertainment, het label van Dr. Dre. De nummers op het album werden geproduceerd door Dr. Dre, Swizz Beats, Will.I.Am, Mr. Porter, Erick Sermon, DJ Green Lantern, Timbaland, J Dilla en DJ Scratch. Andere artiesten die te horen waren op de CD zijn onder andere Nas, Stevie Wonder, Rick James, Kelis en Raekwon. Tot nu toe zijn er vier singles van het album uitgebracht: Touch It, I Love My Bitch, New York Shit en In The Ghetto.

## Charts en certificatie's
The Big Bang werd het eerste album van Busta Rhymes dat op nummer 1 binnenkwam. In de eerste week na de release werden er al meer dan 209.000 exemplaren verkocht. Op 4 augustus 2006 waren er al 500.000 verkocht en inmiddels zijn dit er wereldwijd twee en een half miljoen. 

## Tracklist
| #  | Titel                      | Producer(s)                | Andere Artiest(en)       | Tijd |
| -- | -------------------------- | -------------------------- | ------------------------ | ---- |
| 1  | "Get You Some"             | Dr. Dre & Mark Batson      | Marsha Ambrosius & Q-Tip | 3:45 |
| 2  | "Touch it"                 | Swizz Beats & Dr. Dre      |                          | 3:35 |
| 3  | "How We Do It Over Here"   | Dr. Dre                    | Missy Elliott            | 3:36 |
| 4  | "New York Shit"            | DJ Scratch                 | Swizz Beats              | 3:01 |
| 5  | "Been Through The Storm"   | Sha Money XL & Dr. Dre     | Stevie Wonder            | 4:06 |
| 6  | "In The Ghetto"            | DJ Green Lantern & Dr. Dre | Rick James               | 3:53 |
| 7  | "Cocaina"                  | Dr. Dre & Mark Batson      | Marsha Ambrosius         | 3:32 |
| 8  | "You Can't Hold The Torch" | J Dilla                    | Chauncey Black & Q-Tip   | 3:39 |
| 9  | "Goldmine"                 | Erick Sermon & Dr. Dre     | Raekwon                  | 3:45 |
| 10 | "I Love My Bitch"          | Will.I.Am                  | Kelis & Will.I.Am        | 3:47 |
| 11 | "Don't Get Carried Away"   | Dr. Dre                    | Nas                      | 3:30 |
| 12 | "They're Out To Get Me"    | Mr. Porter                 | Mr. Porter               | 5:02 |
| 13 | "Get Down"                 | Timbaland & Nisan Stewart  |                          | 5:02 |
| 14 | "I'll Do It All"           | Jelly Roll                 | LaToiya Williams         | 5:02 |
| 15 | "Legend Of The Fall Offs"  | Dr. Dre                    |                          | 4:40 |

Toen I Love My Bitch uitkwam als single werd de titel I Love My Chick, zodat hij vaker gedraaid zou worden op de radio.